# Robert Thoræus
Gustav Robert Thoræus, född 6 oktober 1895 i Mönsterås, död 11 september 1970 i Sundbybergs församling, var en svensk fysiker.
Robert Thoræus var son till handlaren Frans Gustaf Carlsson och Hilma Andersson. Han avlade studentexamen i Kalmar 1914 och utexaminerades från Kungliga Tekniska högskolans avdelning för skeppsbyggnadskonst 1919. Han studerade fysik 1922–1923 i Lund och 1923–1926 i Uppsala, där han blev filosofie licentiat 1931 och filosofie doktor 1932. Efter att ha varit i industritjänst 1920–1921 och haft lärarförordnande 1921–1922 var han amanuens vid fysiska institutionen i Uppsala 1923–1926. 1927 knöts han till Radiumhemmets fysiska laboratorium i Stockholm som föreståndare för dess kontrollsektion, och från 1938 var han laborator samt avdelningsföreståndare vid radiofysiska institutionen vid Karolinska sjukhuset. Han företog studieresor till Nederländerna, Belgien och Tyskland. Thoræus gjorde en viktig insats i fråga om röntgenstrålarnas användning inom medicinsk terapi och diagnostik, framför allt genom omfattande undersökningar över röntgenstrålarnas kvantitativa och kvalitativa mätning samt mångårigt arbete med fortlöpande kontroll av stråldosering och strålskydd vid Sveriges samtliga röntgenbehandlingsavdelningar. Han publicerade ett fyrtiotal arbeten inom röntgenfysik och röntgenteknik samt utförde egna konstruktioner inom dessa områden. Thoræus var styrelseledamot i Svenska Kryssarklubben 1933–1942 varav från 1939 vice ordförande.